# Дульцимер
Дульцимер — струнний інструмент, споріднений з цитрою. Найчастіше має 3–4 струни, гриф поділений на лади. Відомий приблизно з 1900 року, з'явився в районі Аппалацьких гір у Північній Америці.
Хоча інструмент з'явився в районі, населеному переважно ірландцями і шотландцями, він не має попередників серед ірландських або шотландських народних інструментів. Втім, кілька подібних інструментів відомо в континентальній Європі.
Звук дульцимера тонкий, м'який, металевий. Іноді звук описують як дзвінкий, тріскучий.
Існує кілька варіантів виконання на інструменті. Зазвичай грають, поклавши його горизонтально на коліна або підставку, однією рукою притискають струни до грифа, а іншою щипають, добуваючи звук. Іноді щипають не пальцями, а медіатором або пером. Широко застосовують прийом вібрато.
Різні варіації інструменту:
- За кількістю струн. Від двох до дванадцяти (здвоєних).
- За формою корпусу. Серед популярних форм — «пісочний годинник», у формі краплі, трапецієподібні, круглі, еліптичні, у формі скрипки, лютні, або риби.
- За матеріалом. Корпус інструменту виготовляється з дерева (сосна, ялина, тополя, гікорі та ін.).